# Agricultura en Vietnam

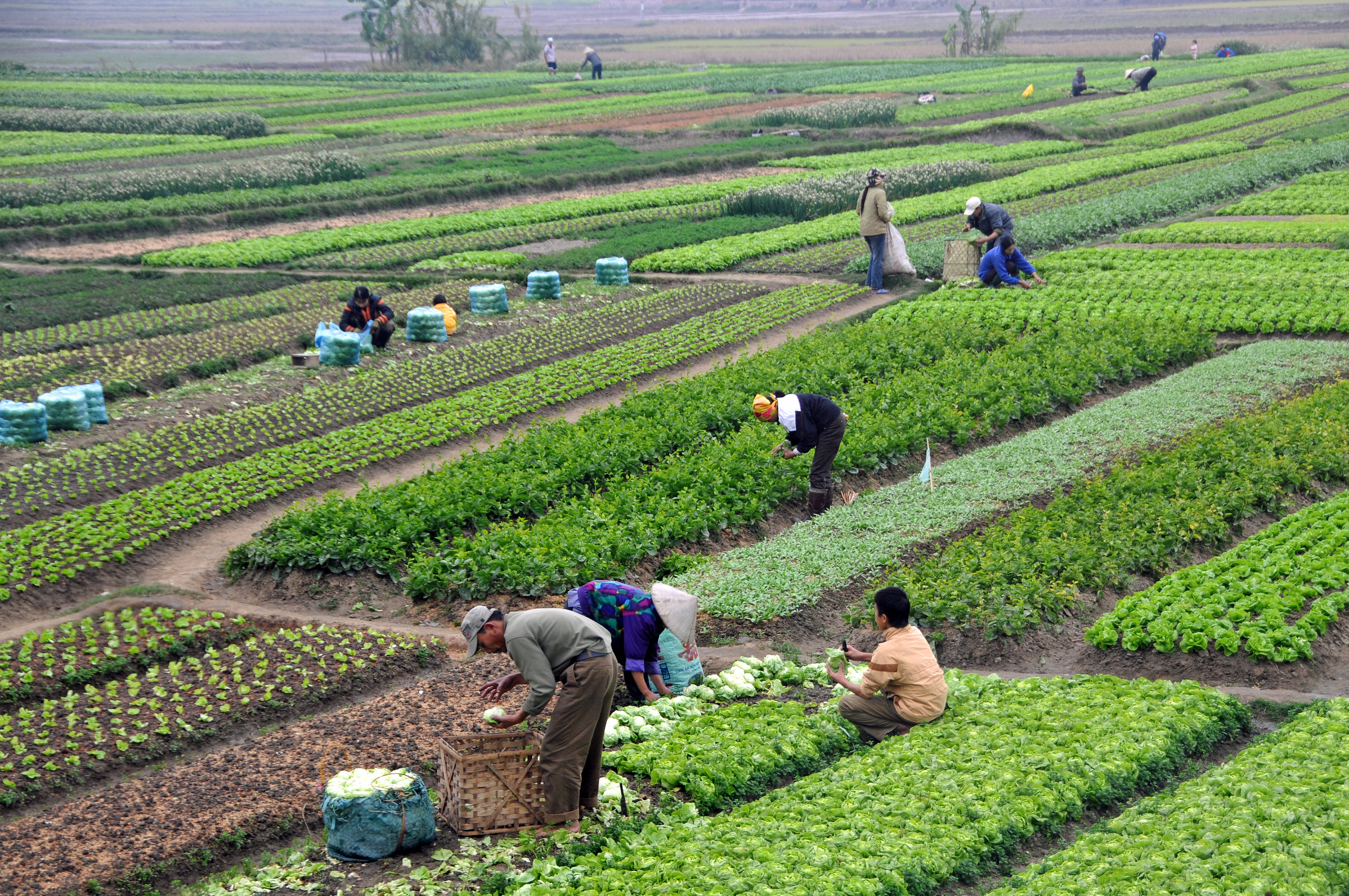
Agricultura en Vietnam.

La agricultura en Vietnam junto con la silvicultura representaron en el año 2004 el 21,8 por ciento del producto interno bruto (PIB) de Vietnam, y entre 1994 y 2004, el sector creció a una tasa anual del 4,1 por ciento. La participación de la agricultura en la producción económica ha disminuido en los últimos años, pasando como proporción de un 42 % en 1989 a un 26% en 1999, debido al aumento de la producción en otros sectores de la economía.  Sin embargo, el empleo agrícola era mucho mayor que la participación de la agricultura en el PIB; en 2005, aproximadamente el 60 por ciento de la fuerza laboral empleada se dedicaba a la agricultura, la silvicultura y la pesca.  Los productos agrícolas representaron el 30 por ciento de las exportaciones en 2005. La relajación del monopolio estatal sobre las exportaciones de arroz transformó al país en el segundo o tercer exportador mundial de arroz.  Otros cultivos comerciales son el café, el algodón, el cacahuete (maní), el caucho, la caña de azúcar y el té.

## Historia

### Programas gubernamentales y resultados de la década del setenta

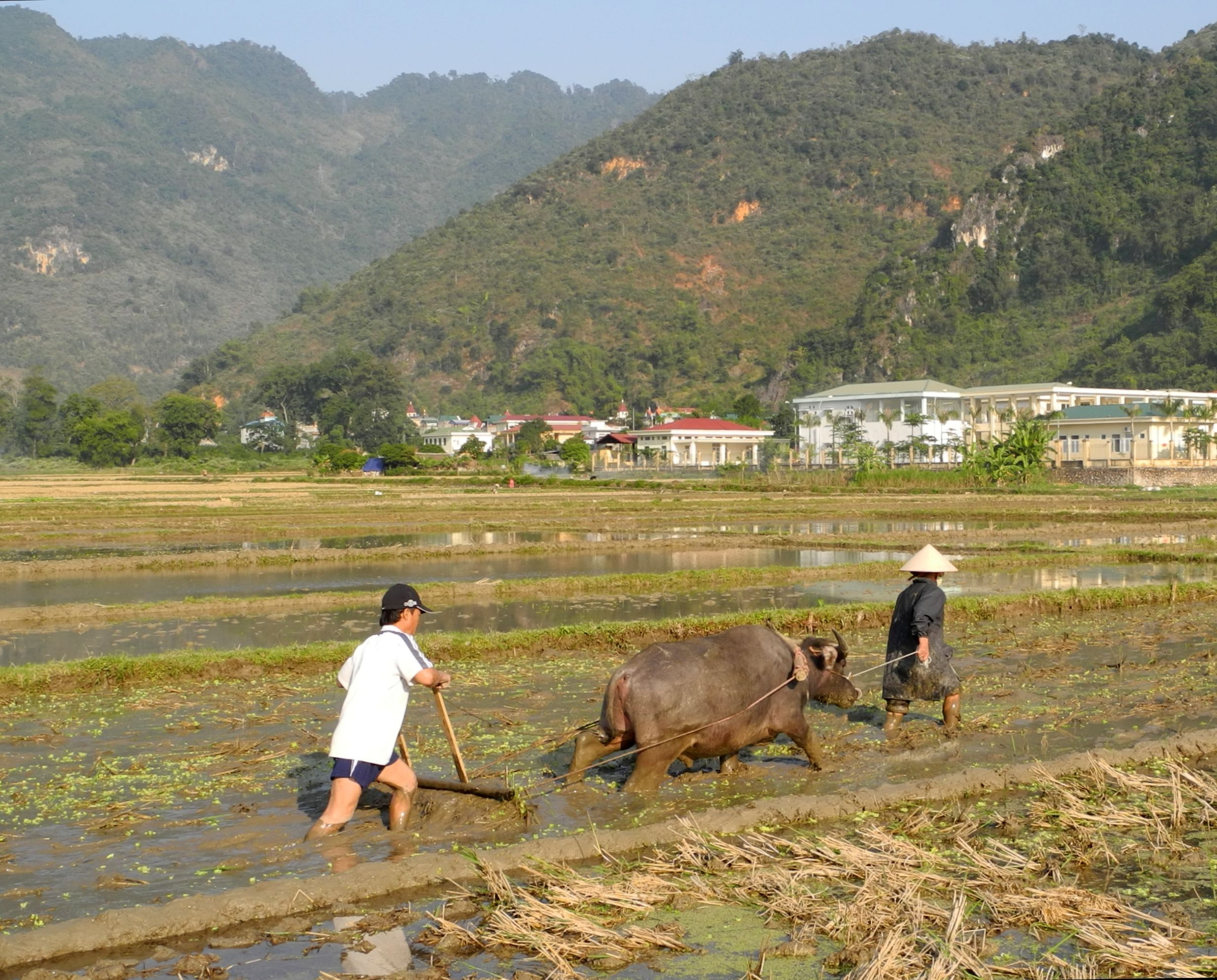
Labranza del arroz en Mai Châu. Los agricultores utilizan el método tradicional con búfalos.

La producción agrícola, columna vertebral de la principal estrategia de desarrollo de Vietnam, varió considerablemente de un año a otro tras la reunificación nacional en 1975. En 1976 se registró un desarrollo particularmente fuerte en la agricultura, con un aumento de más del 10 por ciento desde 1975. Sin embargo, la producción volvió a caer a aproximadamente el 95 por ciento del nivel de 1976 en 1977 y 1978, y se recuperó a un nivel superior al de 1976 únicamente en 1979.
La producción vietnamita de cultivos y ganado compensó el poco auge agrícola durante este período. Por ejemplo, un aumento del 8 por ciento en el valor de la producción ganadera en 1977 equilibró una disminución del 8 por ciento en el valor de la producción de cultivos —principalmente por el resultado de una disminución de 1 millón de toneladas en la cosecha de arroz—. En 1978 ocurrió lo contrario; una fuerte caída en la producción ganadera contrarrestó un aumento significativo en la producción de granos. Sin embargo, el valor de la producción de cultivos tuvo un promedio cuatro veces el valor de la producción de ganado en este momento.
Entre los problemas agrícolas más importantes de Vietnam se destacó el clima adverso, que incluyó una sequía en 1977 y grandes tifones e inundaciones generalizadas en 1978. La sequía afectó a los modestos sistemas de riego de Vietnam que también se dañaron en las inundaciones. Además, las inundaciones habrían reducido los rebaños de ganado en un 20 por ciento. El tamaño de esta pérdida se confirmó indirectamente en las estadísticas vietnamitas que mostraron una nivelación del crecimiento en los inventarios de ganado entre 1978 y 1980. A lo largo del Segundo Plan Quinquenal, y especialmente a fines de los años 70, los fertilizantes químicos, pesticidas, y en gran parte la maquinaria agrícola fueron escasas.
A pesar de ello, los graves retrocesos en el sector agrícola a principios del período del plan, en su mayor parte, redujeron considerablemente las esperanzas de lograr la autosuficiencia en la producción de alimentos para 1980. El objetivo de los cereales de 1980 se redujo finalmente de 21 millones de toneladas a 15 millones de toneladas, pero incluso esa cantidad resultó inalcanzable.
Las políticas agrícolas promulgadas entre 1976 y 1980 tuvieron resultados mixtos. Las medidas pragmáticas que fomentaban la siembra de cultivos alimentarios más subsidiarios —como batatas, mandioca, frijoles y maíz— condujeron a un aumento de estos cultivos de menos del 10 por ciento en 1975 a un nivel que representaba más del 20 por ciento de la producción de cereales a finales de la década de 1970. La mejora de los incentivos para los agricultores en 1978 y 1979 incluyó esfuerzos para aumentar la disponibilidad de bienes de consumo en el campo y para aumentar los precios de los contratos públicos. Se reforzaron con la adopción de un sistema de contratos que buscaba garantizar el acceso de los productores a los insumos agrícolas a cambio de productos agrícolas. Incluso así, las ineficiencias burocráticas y la escasez de suministros agrícolas impidieron el éxito completo.
El programa emprendido a mediados de 1977 para acelerar la unificación del Norte y el Sur mediante la colectivización de la agricultura del Sur se encontró con una fuerte resistencia. El programa, supuestamente voluntario, fue diseñado para ser implementado por los líderes locales, pero los campesinos del Sur eran principalmente propietarios libres, no inquilinos. Además de formar equipos de producción para la asistencia mutua —una idea que ganó aceptación inmediata—, se resistieron a participar en cualquier programa colectivo que atenuara los derechos de propiedad.
La falta de colectivización de la agricultura por medios voluntarios condujo brevemente a la adopción de medidas coercitivas para aumentar la participación de los campesinos. Sin embargo, pronto se hizo evidente que esos métodos tan duros eran contraproducentes. El aumento de la escasez de alimentos y el aumento de la preocupación por la seguridad nacional a finales de 1978 y 1979 hicieron que los líderes volvieran a relajar su control sobre la agricultura del Sur.

### Vietnam del Norte
En el Norte, la formación de cooperativas había comenzado en 1959 y 1960, y en 1965 alrededor del 90 por ciento de los hogares campesinos estaban organizados en colectivos. En 1975 más del 96 por ciento de los hogares campesinos pertenecientes a cooperativas estaban clasificados como miembros de «cooperativas de alto nivel», lo que significaba que los agricultores habían aportado tierras, herramientas, animales y mano de obra a cambio de ingresos.
Entre 1976 y 1980, la política agrícola en el Norte fue implementada por oficinas gubernamentales de distrito recientemente establecidas en un esfuerzo por mejorar el control central sobre las decisiones de plantación y el trabajo agrícola. La laxa aplicación de las políticas agrícolas estatales adoptadas durante los años de la guerra dio paso a una mayor rigidez que disminuyó la flexibilidad de los miembros de la cooperativa para llevar a cabo diferentes tareas. Como resultado, la productividad laboral cayó. Un estudio realizado por un vietnamita en el extranjero que encuestó a diez cooperativas arroceras encontró que, a pesar de un aumento en la mano de obra y en el área cultivada en 1975, 1976 y 1977, la producción disminuyó mientras que los costos aumentaron en comparación con la producción y los costos de 1972 a 1974. Aunque el estudio no tomó en cuenta el clima y otras variables, los resultados fueron consistentes con las conclusiones a las que llegaron los investigadores que han estudiado los efectos de la colectivización agrícola en otros países. Además, el estudio llamó la atención sobre el pobre desarrollo agrícola del Norte como una de las razones del persistente problema alimentario de Vietnam.
La inversión estatal en la agricultura en virtud del Tercer Plan Quinquenal siguió siendo baja, y el sector sufrió graves problemas durante todo el período del plan y también en 1986 y 1987. Únicamente se generaron aumentos modestos de cereales alimenticios del 5 por ciento anual. Si bien esto fue suficiente para superar la tasa anual de crecimiento poblacional del 2,3 por ciento durante la década de 1980, siguió siendo insuficiente para elevar el consumo promedio anual de alimentos per cápita muy por encima del nivel oficial de subsistencia de 300 kilogramos. Una fuente oficial vietnamita estimó en 1986 que las familias de agricultores dedicaban hasta el 80 por ciento de sus ingresos a sus propias necesidades alimentarias.
Al concluir el Tercer Plan Quinquenal, los rendimientos agrícolas se mantuvieron por debajo de lo requerido para permitir el desvío de recursos al apoyo del desarrollo industrial. En 1986, la agricultura todavía representaba alrededor del 44 por ciento del ingreso nacional —la cifra para las naciones desarrolladas se acerca al 10 por ciento—. El sector agrícola también ocupaba alrededor del 66 por ciento de la fuerza laboral, un porcentaje mayor que en 1976 y 1980. Peor todavía, la producción por trabajador agrícola se había deslizado durante el período del plan, quedando incluso más atrasada que la producción por trabajador en la industria. En 1980, se necesitaban más de tres trabajadores agrícolas para producir tanto ingreso nacional como un único trabajador industrial o de construcción. Para 1985, un trabajador industrial producía más de seis veces más que un trabajador agrícola.

### Discurso de Vo Van Kiet
En diciembre de 1986, Võ Văn Kiệt, vicepresidente del Consejo de Ministros y miembro del Buró Político, destacó la mayoría de los principales problemas de la agricultura vietnamita en su discurso ante el Duodécimo período de sesiones de la Séptima Asamblea Nacional. Al mencionar los avances en la pesca y la silvicultura, observó que casi todos los subsectores agrícolas, que constituyen el 80 por ciento del sector agrícola, no habían logrado los objetivos del plan para 1986. Kiet culpó a las agencias estatales, como el Consejo de Ministros, la Comisión Estatal de Planificación, y el Ministerio de Comercio Exterior, por no haber asegurado las «condiciones materiales» apropiadas —principalmente cantidades suficientes de fertilizantes químicos y pesticidas— para el crecimiento de la producción agrícola. También culpó al sistema estatal de precios por la subproducción de los «cultivos industriales» clave que Vietnam exportó, azúcar, maní, café, té y caucho. Los niveles de producción de cultivos alimentarios subsidiarios, como las batatas, el maíz y la mandioca, han estado disminuyendo durante varios años, tanto en relación con los objetivos del plan como en la producción real. En contraste, el gobierno informó que la producción de ganadera, incluida la de ganado vacuno, aves de corral, búfalos y cerdos, continuó su crecimiento y cumplió o superó los objetivos, a pesar de los precios inestables y la escasez de alimentos para animales proporcionados por el estado.
Los observadores externos coincidieron en que los problemas señalados en el discurso de Kiet se habían visto exacerbados por la complejidad del sistema de fijación de precios, que incluía múltiples niveles de precios fijos para las compras estatales de cuotas y por encima de las cuotas, así como precios de mercado libres generalmente más altos. La remoción de líderes más ortodoxos, el ascenso de reformistas moderados como Kiet a puestos de alto nivel en los partidos y gobiernos durante el Sexto Congreso Nacional del Partido, y los cambios en el gabinete a principios de 1987 parecieron indicar que el sistema de precios se modificaría, aunque no hubo cambios evidentes en la estructura fundamental de los mercados controlados por el Estado ni en la tensión dentro del sistema de mercado múltiple.

## Producción y comercio
| Clasificación de Vietnam en la producción agrícola (datos de 2016) | Clasificación de Vietnam en la producción agrícola (datos de 2016) | Clasificación de Vietnam en la producción agrícola (datos de 2016) |
| Nombre del producto                                                | Ranking global                                                     |                                                                    |
| ------------------------------------------------------------------ | ------------------------------------------------------------------ | ------------------------------------------------------------------ |
| Pimienta negra                                                     | 1                                                                  |                                                                    |
| Anacardos                                                          | 1                                                                  |                                                                    |
| Café                                                               | 2                                                                  |                                                                    |
| Coco                                                               | 6                                                                  |                                                                    |
| Arroz, con cáscara                                                 | 5                                                                  |                                                                    |
| Caucho                                                             | 3                                                                  |                                                                    |
| Batatas                                                            | 10                                                                 |                                                                    |
| Té                                                                 | 6                                                                  |                                                                    |

En Vietnam, la agricultura, la silvicultura y la pesca son sectores importantes de la economía y representaron el 21% del PIB en 2009. Vietnam posee ciertas ventajas comparativas en agricultura y silvicultura debido a la abundancia de factores a favor de los cultivos productivos como la tierra de cultivo, la cubierta forestal, los territorios marítimos, el clima tropical y la mano de obra.

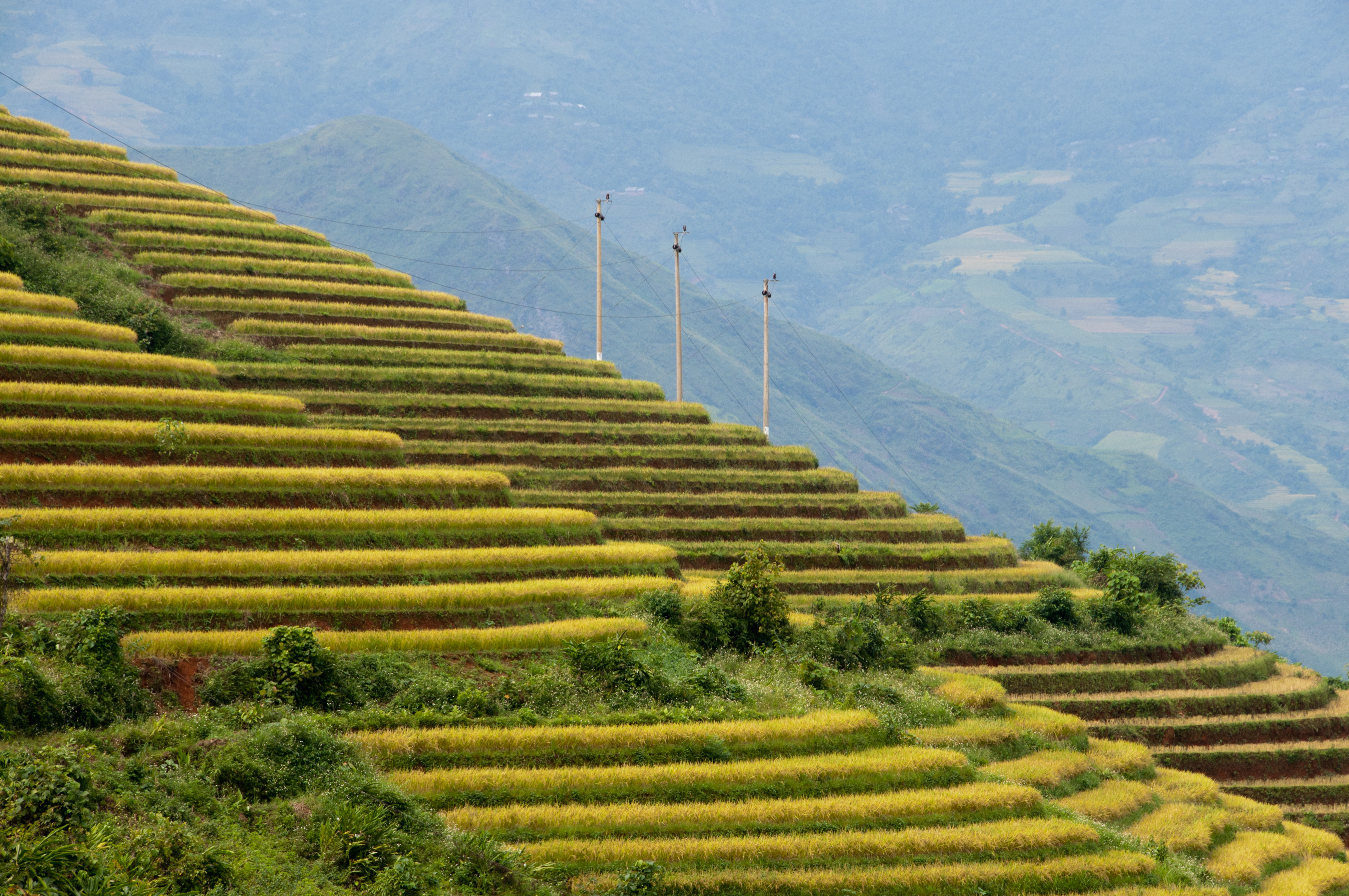
agricultura en terrazas en la provincia de Lào Cai.

Durante la década de 1980a política agrícola del gobierno vietnamita cambió de un sistema de planificación central y autárquica a uno abierto y orientado hacia el mercado. En el paquete de reformas, los componentes más importantes son la reforma agraria, la reforma comercial y el desarrollo de instrumentos de política para ayudar a la producción agrícola en general. El comercio de productos agrícolas se ha liberalizado interna y externamente. Desde entonces, Vietnam cambió radicalmente de un país muy afectado por el hambre después de la guerra para convertirse en uno de los mayores exportadores de alimentos del mundo.
A principios de la década de 1980, Vietnam pasó de ser un importador a un exportador neto de productos agrícolas. Debido a la liberalización comercial y las reformas agrícolas en Vietnam, el valor de las exportaciones en el sector agrícola se multiplicó, ya que los principales productos de exportación son el arroz, el café, la pimienta y el anacardo, pero también el caucho, el té, el maní, la soja, las frutas y verduras y carne de cerdo.
El rápido desarrollo de la agricultura en Vietnam fue alcanzado con fincas de menos de 6 hectáreas. El decreto 100 de 1981 promovió las parcelas familiares y la iniciativa campesina, tras lo cual la agricultura vietnamita se convirtió en un éxito mundial. Aspecto importante de ese proceso fue la generación de tecnología propia que elevó la productividad del pequeño productor. Desde 2015 Vietnam están fomentando asociaciones de productores agropecuarios y pequeñas empresas de agronegocio de alta tecnología.

## Problemas actuales
Según Dave D'Haeze, los agricultores vietnamitas que cultivan café dependen de los monocultivos y usan demasiados fertilizantes y agua, y tienen muy pocos conocimientos sobre la agricultura en general. Menciona que hay poca información/capacitación disponible para los agricultores. Según Will Frith, algunos modelos de cambio climático predicen que el 50% de los campos disponibles en Vietnam tendrán una reducción significativa del rendimiento y/o incluso fallarán por completo.